# Cerithiopsis eiseni
Cerithiopsis eiseni is een slakkensoort uit de familie van de Cerithiopsidae. De wetenschappelijke naam van de soort is voor het eerst geldig gepubliceerd in 1939 door Strong & Hertlein.